# Newportia lasia
Newportia lasia är en mångfotingart som beskrevs av Chamberlin 1921. Newportia lasia ingår i släktet Newportia och familjen Scolopocryptopidae.
Artens utbredningsområde är:
- Guyana.
- Paraguay.

Inga underarter finns listade i Catalogue of Life.